# 구랑위
구랑위(鼓浪嶼, Gulangyu Island) 또는 고랑서(혹은 고랑섬)는 중화인민공화국의 샤먼시 쓰밍구에 있는 섬이다. 섬의 면적은 2km2이고 2만 명 정도가 살고 있다. 샤먼섬에서 페리를 통해 5분 정도면 도착할 수 있다.
샤먼은 아편전쟁 후의 1842년에 체결된 난징 조약으로 개항한 5항의 하나로, 섬에는 영사관이 두어져 서양인이 대부분 살고 있었다. 현재도 양옥이나 교회등이 존재한다. 자동차의 주행이 금지되어 있다.
식민지 시대에 섬에 중국에서 유일한 피아노 박물관이 있었기 때문에, 섬은 '피아노의 섬(鋼琴之郷)'으로 불리고 있었다. 현재는 관광의 섬으로서 많은 관광객으로 북적인다.

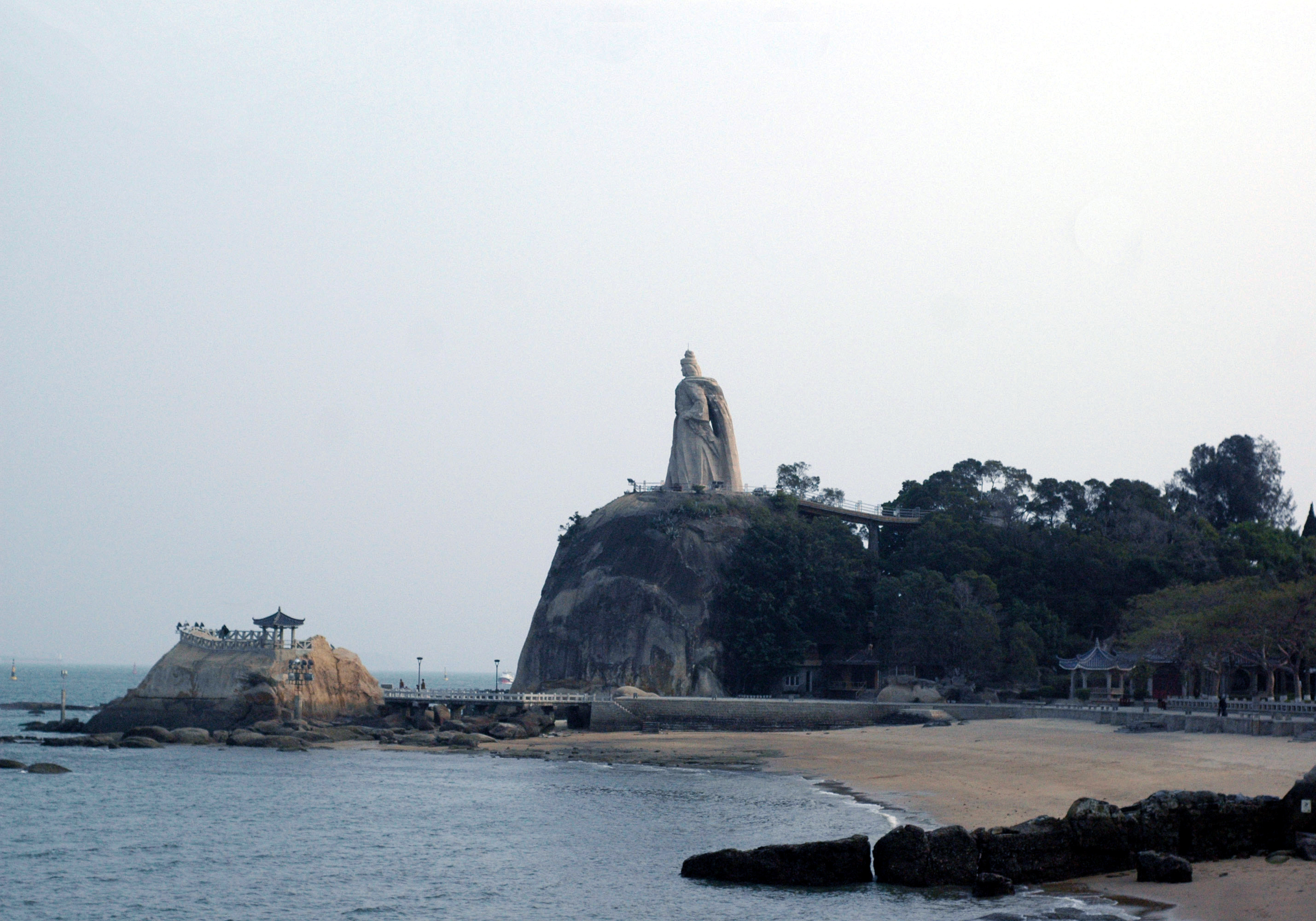
정성공 조각상

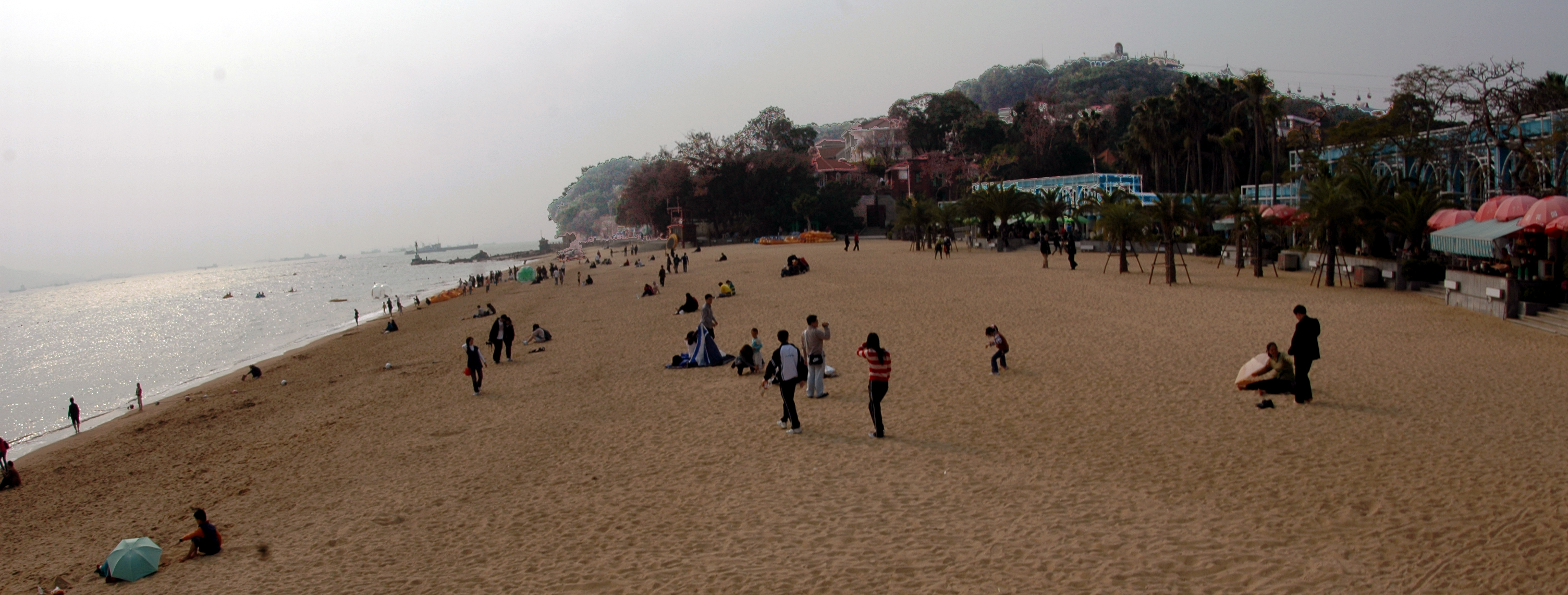
구랑위의 해변

## 볼거리
- 피아노 박물관
- 일광암(日光岩)
- 정성공 박물관
- 숙장화원

## 같이 보기
- 중화인민공화국의 세계유산